# Trichocylliba ablesi
Trichocylliba ablesi es una especie de arácnido del orden Mesostigmata de la familia Uropodidae.

## Distribución geográfica
Se encuentra en Estados Unidos.